# Tvorchi
Tvorchi (stilizirano TVORCHI) je ukrajinski duet iz Ternopila, ki sta ga leta 2018 ustanovila producent Andrij Guculjak in vokalist Jimoh Augustus Kehinde.

## Zgodovina
Andrij Viktorovič Guculjak (ukrajinsko Андрій Вікторович Гуцуляк, * 21. februar 1996) in Jimoh Augustus Kehinde (*30. september 1997, Nigerija) sta se spoznala med študijem farmacije. 30. maja 2017 sta izdala svoj prvi singel »Slow«. 4. septembra je izšel njun drugi singel »You«.
2. februarja 2018 sta izdali svoj debitantski album, The Parts. 14. februarja 2019 je izšel drugi album z imenom, Disco Lights.
Poleti istega leta sta nastopala po več glasbenih festivalih po Ukrajini. 9. septembra sta izdala singel »Ne tancjuju«. Januarja 2020 je bil objavljeno, da bo Tvorchi sodeloval na Vidbiru. Prišla sta vse do finala, v katerem sta končala na četrtem mestu.
Septembra 2020 sta izdala svoj tretji album 13 Waves, ki je bil zaradi pandemije COVID-19 posnet na daljavo. Album je bil v prvem tednu od izida na glasbenih platformah predvajan več kot dva milijonkrat. Dne 19. decembra 2020 je duet osvojil spletno glasbeno nagrado »Culture Ukraine« v dveh kategorijah za najboljšega novega izvajalca, za  najboljšo angleško pesem pa je bila nominirana »Bonfire«
Decembra 2022 sta se prijavila na Vidbir 2023 in zmagala na tekmovanju s pesmijo »Heart of Steel« in s tem postala predstavnika Ukrajine na Pesmi Evrovizije 2023. Zaradi zmage skupine Kaluš sta bila avtomatsko uvrščena v finale v katerem sta zasedla 6. mesto s 243 točkami. 

## Diskografija

### Studijski albumi
- The Parts (2018)
- Disco Lights (2019)
- 13 Waves (2020)
- Road (2021)

### Pesmi
- »Slow« (2017)
- »You« (2017)
- »Ne tancjuju« (2019)
- »Bonfire« (2020)
- »Mova tila« (2020)
- »Living My Life« (2020)
- »Like It like That« (2020)
- »Vič-na-vič« (2021)
- »Falling« (2021)
- »Intro Road« (2021)
- »Boremosja« (2022)
- »Vimkni telefon« (2022)
- »Heart of Steel« (2022)